# Friedrich Wilhelm Hagen (Pädagoge)
Friedrich Wilhelm Hagen (* 31. März 1767 in Mistelbach bei Bayreuth; † 27. April 1837 in Windsheim) war ein deutscher Autor, Stadtpfarrer, Dekan und Distriktsschulinspektor. Hagen war mitverantwortlich für die Einführung der Schulreform nach den Ideen von Pestalozzi in Franken.

## Leben
Hagen besuchte 1785 bis 1791 das Gymnasium Bayreuth. Er entdeckte seine Neigung zur Pädagogik schon während seiner Studienjahre in Erlangen (1791–1795). Nach der Magisterprüfung und der Habilitation lehrte er bis 1799 als außerordentlicher Professor und veröffentlichte eine Reihe von theologischen und philologischen Schriften.
Ab 1799 wirkte er in Bayreuth als Professor am Gymnasium und als Schlossprediger. In Selb, wo er 1802 aus gesundheitlichen Gründen eine Pfarrstelle übernommen hatte, sammelte er erste praktische Erfahrungen mit Schulreformen.
Hagen war ein erklärter Gegner Napoleons. 1809 wurde er deswegen nach einem Gefängnisaufenthalt und einem von einflussreichen Freunden abgewendeten Todesurteil nach Dottenheim versetzt. Im September 1816 wechselte er als Dekan, erster Stadtpfarrer und Distriktsschulinspektor nach Windsheim.
Hagens großes Vorbild war Johann Heinrich Pestalozzi, dessen Erziehungsgrundsätze er als Erster in Franken zu verwirklichen trachtete. Mit Hilfe des Schullehrers Müller führte er die kindgerechte Pädagogik ein. Dottenheim wurde ein kleines Zentrum der Reformpädagogik. Den Lehrplan ergänzte Hagen mit praktischen Fächern wie Baumpflege und Feldmessen. Der Unterricht sollte auf eine neu eingeführte Klasse vorbereiten, in der eine „Anleitung zur landwirtschaftlichen Industrie“ gegeben wurde. Hagen versuchte auch andere Lehrer für seine Ideen zu gewinnen. Dazu betrieb er die Fortbildungs-Anstalt für Schullehrer zu Dottenheim, über die auch der reformfreudige Ansbacher Kreisschulrat Heinrich Stephani in seiner Zeitschrift Der baierische Schulfreund berichtete.
Friedrich Wilhelm Hagen war mit Maria Christina Elisabeth Schmauß (1771–1858) verheiratet und hatte vier Söhne und zwei Töchter. Sein Sohn Karl Heinrich Wilhelm Hagen (1810–1868) wurde Historiker und war Abgeordneter der Frankfurter Nationalversammlung, der Sohn Friedrich Wilhelm Hagen junior (1814–1888) wurde Psychiater und war einer der Verantwortlichen für die Entmündigung des bayerischen Königs Ludwig II. Sein Enkel war der Klassische Philologe Hermann Hagen (1844–1898).

## Werke
- Commentar über Ciceros vermischte Briefe vorzüglich in Hinsicht auf Aesthetik und den Mechanismus der Sprache für Gymnasien und Schulen. Nürnberg 1798/99.
- Über das Wesentliche der von Pestalozzi aufgestellten Menschenbildungsweise und die Einführung des Elementarunterrichts derselben in der Schule zu Dottenheim. Palm, Erlangen 1810.

| Personendaten    | Personendaten                                                    |
| ---------------- | ---------------------------------------------------------------- |
| NAME             | Hagen, Friedrich Wilhelm                                         |
| KURZBESCHREIBUNG | deutscher Autor, Stadtpfarrer, Dekan und Distriktsschulinspektor |
| GEBURTSDATUM     | 31. März 1767                                                    |
| GEBURTSORT       | Mistelbach bei Bayreuth                                          |
| STERBEDATUM      | 27. April 1837                                                   |
| STERBEORT        | Windsheim                                                        |